# Rebecca Hammond Lard
Rebecca Hammond Lard (ur. 7 marca 1772, zm. 28 września 1855) – amerykańska poetka. 

## Życiorys
Rebecca Hammond Lard urodziła się 7 marca 1772 w miejscowości New Bedford w stanie Massachusetts jako córka Jabeza and Priscilli Delano Hammond. Została ochrzczona w Rochester (Massachusetts). Miała dziewięcioro rodzeństwa: Abigail, Caleba, Jabeza Delano, Priscillę, George'a C., Mary, Rhodę, Thankfula i Philipa. W wieku czternastu lat, mimo braku formalnego wykształcenia, została nauczycielką. W 1801 roku poślubiła Samuela Larda i miała z nim czworo dzieci: Julię Lard Hammond, Samuela Adamsa, Horatio Nelsona i Charlesa. W 1828 roku małżonkowie się rozwiedli, choć nie mieszkali razem od dawna, od kiedy Samuel Lard zdecydował się przenieść się do Indiany. 

## Twórczość
Poetka wydała (anonimowo) Miscellaneous Poems on Moral and Religious Subjects (Wiersze różne na tematy moralne i religijne, 1820). W 1823 roku opublikowała poemat On the Banks of the Ohio (Na brzegach rzeki Ohio). Jest nazywana pierwszą poetką Indiany, ponieważ wspomniany poemat uważa się za pierwszy tomik poetycki wydany na terenie tego stanu. Imię poetki nosi nagroda poetycka przyznawana przez Poetry Quarterly.